# فصال عظمي

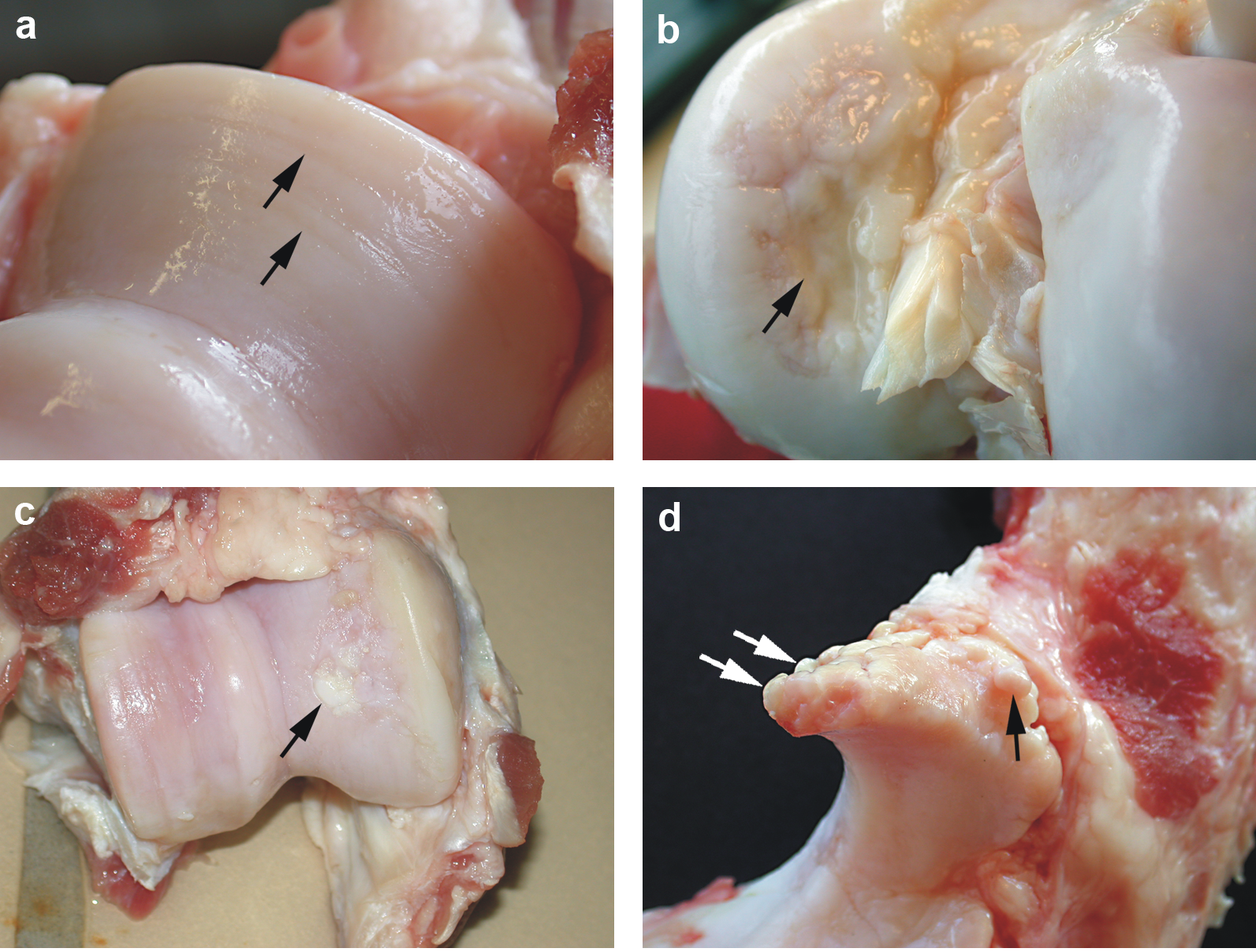
مراحل مختلفة من تكون المرض. أ(A): احتكاك بسيط في الغضروف ومن الملاحظ أن معظم الغضروف يلمع وهذا دليل سلامته. ب(B) تقرح في الغضروف. ج(C) محاولة الجسم لتصليح الغضروف. د(D) نتوء عظمي

التهاب المفصل التنكسي أو الداء المفصلي التنكسي أو الفُصال أو الفصال العظمي (بالإنجليزية: Osteoarthritis)‏ يعتبر من أكثر أمراض العظام انتشاراً، وهو عبارة عن تلف غير قابل للتجدد يصيب الأنسجة الغضروفية المفصلية التي تعمل على تقليل الاحتكاك الناتج من حركة المفاصل الدائمة، وتعمل كوسادة لحماية العظام. تآكل هذه الطبقة الواقية بسبب المرض يؤدي إلى احتكاك الأنسجة العظمية، ويصحب الاحتكاك التهابات تصيب جوف المفصل وتتسبب في الآلام. بشكل عام فإن جميع المفاصل في الجسم معرضة لتغيرات وتلف في النسيج الغضروفي، ولكن أكثر المفاصل شيوعاً بالإصابة بهذا المرض مفاصل الركبة والورك لكونهما أكثر المفاصل تحملاً لوزن الإنسان.
ينصح الأطباء بالحركة رغم المرض وصعوبته، وذلك لتلافي حالة الإعاقة الكاملة. تحتاج المفاصل المصابة للحركة والتمرين إذ أن «إراحتها» يتسبب في ضعف العضلات وتخاذلها مما يؤدي بعد ذلك إلى عدم القدرة على الحركة.
ينتج الفصال العظمي عن انهيار الغضروف المفصلي والعظم المجاور. الأعراض الأكثر شيوعًا هي آلام المفاصل وتيبسها. في البداية، قد تحدث الأعراض بعد التمرين فقط، ولكن مع مرور الوقت قد تصبح ثابتة. قد تشمل الأعراض الأخرى تورم المفاصل ، وانخفاض نطاق الحركة، وعندما يتأثر الظهر، يحدث ضعف أو تخدر في الذراعين والساقين. المفاصل الأكثر شيوعًا هي تلك القريبة من نهايات الأصابع، في قاعدة الإبهام والرقبة والظهر السفلي والركبة والوركين. غالباً ما تتأثر المفاصل الموجودة على أحد جانبي الجسم أكثر من تلك الموجودة في الجانب الآخر. عادة ما تظهر الأعراض على مر السنين. يمكن أن تؤثر على العمل والأنشطة اليومية العادية. بخلاف أنواع أخرى من التهاب المفاصل، تتأثر المفاصل عادة فقط.
تشمل الأسباب إصابة المفاصل السابقة أو الأطراف غير الطبيعية والعوامل الموروثة. تكون المخاطر أكبر لدى أولئك الذين يعانون من زيادة الوزن، أو لديهم ساق واحدة ذات أطول مختلف عن الأخري، أولديهم وظائف تؤدي إلى مستويات عالية من الضغط علي المفاصل . يُعتقد أن هشاشة العظام ناجمة عن الإجهاد الميكانيكي للمفاصل والعمليات الالتهابية . تتطور الحالة بسبب فقدان الغضروف ويتأثر العظم الأساسي. بما أن الألم قد يجعل ممارسة التمارين صعباً، فقد يحدث فقدان للعضلات. يعتمد التشخيص عادةً على العلامات والأعراض، مع التصوير الطبي والاختبارات الأخرى التي تُستخدم أحيانًا إما لدعم أو استبعاد مشكلات أخرى. على النقيض من التهاب المفاصل الروماتويدي ، والذي هو في المقام الأول حالة التهابية، في هشاشة العظام ، لا تصبح المفاصل ساخنة أو حمراء.
يشمل العلاج ممارسة الرياضة، والجهود المبذولة لتخفيف اجهاد المفاصل، ومجموعات الدعم، وأدوية الألم. تشمل الجهود المبذولة لتخفيف الضغط علي المفاصل الراحة واستعمال العصا. فقدان الوزن قد يساعد في أولئك الذين يعانون من زيادة الوزن. قد تشمل أدوية الألم الباراسيتامول (الأسيتامينوفين) وكذلك مضادات الالتهاب غير الستيروئيدية مثل النابروكسين أو الأيبوبروفين. عادة لا يتم تشجيع استخدام الأفيون على المدى الطويل بسبب نقص المعلومات حول فوائده وكذلك مخاطر إدمانه والآثار الجانبية الأخرى. إذا كان الألم يعوق الحياة الطبيعية على الرغم من العلاجات الأخرى، قد تساعد جراحة استبدال المفاصل. يدوم المفصل الصناعي عادة من 10 إلى 15 سنة.
هشاشة العظام هي أكثر أشكال التهاب المفاصل شيوعا، حيث تؤثر على حوالي 237 مليون (3.3 ٪ من السكان). من بين أولئك الذين تزيد أعمارهم عن 60 سنة، حوالي 10 ٪ من الذكور و 18 ٪ من الإناث تتأثر. هو سبب حوالي 2 ٪ من السنوات التي عاشها مرضي مع العجز. في أستراليا، يتأثر حوالي 1.9 مليون شخص،  وفي الولايات المتحدة، يتأثر 30 إلى 53 مليون شخص. يصبح أكثر شيوعا في كلا الجنسين مع تقدم السن.

## عوامل الخطر
ويعتقد أن الأضرار الناجمة عن الإجهاد الميكانيكي مع الإصلاح الذاتي غير الكافي بواسطة المفاصل هي السبب الرئيسي لالتهاب المفاصل العظمي. قد تتضمن مصادر هذا الإجهاد اختلالات في العظام تسببها أسباب خلقيّة أو ممرضة ؛ الإصابة ميكانيكية مثل زيادة وزن الجسم وفقدان القوة في العضلات التي تدعم المفصل ؛ واختلال الأعصاب الطرفية ، مما يؤدي إلى حركات مفاجئة أو غير منسقة. ومع ذلك، لم يتم العثور على أن ممارسة الجري، في غياب الإصابة، تزيد خطر الإصابة بالتهاب المفاصل في الركبة. ولم يتم العثور على أن طقطقة الأصابع تلعب دورًا.

### ابتدائي
لقد أظهرت عدد من الدراسات أن هناك انتشارا أكبر للمرض بين الأشقاء وخاصة التوائم المتماثلة ، مما يشير إلى وجود سبب وراثي. على الرغم من أن وجود عامل وحيد غير كافٍ بشكل عام للتسبب في المرض، فإن نصف الاختلاف في الاستعداد للمرض ترجع للعوامل الوراثية.
مع تطور أسلاف الإنسان في وقت مبكر إلى ثنائي الأرجل، حدثت تغييرات في الحوض ومفصل الورك والعمود الفقري مما زاد من خطر الإصابة بالتهاب المفاصل. بالإضافة إلى ذلك، فإن الاختلافات الجينية التي تزيد من المخاطر لم يتم اختيارها على الأرجح بسبب المشاكل التي تحدث عادة فقط بعد النجاح التناسلي.
ويرتبط حدوث التهاب المفاصل بتاريخ الإصابة السابقة بالسمنة، خاصة فيما يتعلق بالركبتين. وجد أن الارتباط بالسمنة قد لوحظ ليس فقط للركبتين ولكن أيضا للمفاصل التي لا تحمل وزنًا، كما أن فقدان دهون الجسم يرتبط ارتباطًا وثيقًا بتخفيف الأعراض أكثر من فقدان وزن الجسم، فقد اقترح أنه قد يكون هناك رابطة تخص أيض الدهون في الجسم بدلا من التحميل الميكانيكي فقط.
قد تلعب التغيرات في مستويات هرمون الجنس دورًا في تطور هشاشة العظام حيث أنها أكثر انتشارًا بين النساء بعد انقطاع الطمث مقارنةً بالرجال من نفس العمر. وجدت دراسة أجريت على الفئران أن الهرمونات الطبيعية تكون واقية، في حين أن حقن هرمون الذكورة دايهيدروتيستستيرون يقلل من الحماية.

#### مهني
وجد زيادة خطر الإصابة بالتهاب المفاصل في الركبة والورك بين أولئك الذين يعملون أعمال يدوية (على سبيل المثال، الرفع) ، والذين لديهم أعمال تتطلب جهدا بدنيا، والمشي، والتسلق في العمل (على سبيل المثال تسلق السلالم ). مع التهاب مفصل الورك على وجه الخصوص، ويزداد خطر حدوث المرض مع مرور الوقت بين أولئك الذين يعملون في مناصب تتطلب وضع منحني أو ملتوي. بالنسبة للالتهاب المفصلي للركبة على وجه الخصوص، يزداد خطر حدوثه بين أولئك الذين يعملون في وضع الركوع أو القرفصاء والعمل واقفا. تعاني النساء والرجال من مخاطر مهنية متشابهة لحدوث هشاشة العظام.

### ثانوي
يحدث هذا النوع من هشاشة العظام بسبب عوامل أخرى ولكن علم الأمراض الناتج يكون هو نفسه بالنسبة لالتهاب المفاصل الأولي:
- الكابتونوريا
- خلقي اضطرابات من المفاصل
- داء السكري يضاعف خطر حدوث هشاشة العظام والأشخاص المصابين بداء السكري لديهم بدائل مشتركة في عمر أصغر من أولئك الذين لا يعانون من مرض السكري.[27]
- متلازمة إيهلرز- دانلوس
- داء هيموكروماتوزيز و [داء ويلسون]
- الأمراض الالتهابية (مثل داء بيرث ، [([مرض لايم]] ، وجميع أشكال التهاب المفاصل المزمن (على سبيل المثال، الكتلية الغضروفية ، النقرس ، التهاب المفاصل الروماتويدي). في حالة النقرس، تؤدي بلورات [حمض اليوريك] إلى تدهور الغضروف بوتيرة أسرع.
- الإصابة إلى المفاصل أو الأربطة (مثل الرباط الصليبي الأمامي، كنتيجة لحادث أو عمليات تقويم العظام.
- التهاب الرباط تدهوره أو عدم الاستقرار قد يكون أحد العوامل.
- متلازمة مارفان
- بدانة
- عدوى مفصلية

## الأسباب
الرياضة، بما في ذلك الركض لا تزيد من خطر الإصابة بفصال العظام في غياب الإصابات. بعض المحققين يعتقدون أن الضغط على المفاصل هو وراء فصال العظام مع مصادر عديدة ومتنوعة من الضغط، بما في ذلك اختلالات العظام الناجمة عن أسباب خلقية أو مرضية، الإصابات الميكانيكية، زيادة الوزن، فقدان قوة العضلات في دعم المفاصل وضعف الأعصاب الطرفية، مما يؤدي إلى حركات مفاجئة وغير منسقة تزيد الضغط على المفاصل.

## الأعراض

حويصلات هيبرديين

عادة يعاني المرضى من الألم وخشونة المفاصل. كما قد يشعر المرضى بطقطقة الركبة وأحياناً انقباضات لا إرادية للعضلات. نظرياً المرض قد يصيب أي مفصل بالجسم، ولكنه عادةً ما يصيب اليدين والقدمين والعمود الفقري كما يصيب الركب والوركين. وكما قد يؤدي المرض إلى انتفاخ المفاصل: اليدين مكونا حويصلات بوشار (Bouchard's nodes) وهيبرديين (Heberden's nodes)أو تورم الركبة.
يتمثل العَرَض الرئيسي في الألم، مما يؤدي إلى فقدان القدرة وتصلبها في كثير من الأحيان. عادة ما يكون الألم أسوأ بسبب النشاط المطول ويقل مع الراحة. الصلابة هي الأكثر شيوعًا في الصباح، وعادةً ما تستغرق أقل من ثلاثين دقيقة بعد بدء الأنشطة اليومية، ولكنها قد تعود بعد فترات من عدم النشاط. يمكن أن يتسبب الفصال العظمي في حدوث ضوضاء طقطقة (تسمى "crepitus") عند تحريك المفصل المصاب، خاصةً مفصل الكتف والركبة. قد يشكو الشخص أيضًا من قفل المفصل وعدم استقراره. تؤثر هذه الأعراض على أنشطتهم اليومية بسبب الألم والتصلب. يشير بعض الأشخاص إلى زيادة الألم المصاحب لدرجة الحرارة الباردة، أو الرطوبة العالية، أو انخفاض الضغط الجوي، ولكن الدراسات كانت لها نتائج مختلطة.

## فيزيولوجيا المرض
في حين أن هشاشة العظام هو مرض المفاصل التنكسية التي قد تتسبب في فقدان الغضروف الكلي والتلف المورفولوجي للأنسجة المفصلية الأخرى، تحدث تغيرات كيميائية حيوية أكثر دقة في المراحل المبكرة لتطور التهاب المفاصل. المحتوى المائي للغضروف الصحي متوازن بشكل دقيق من خلال قوة الضغط التي تدفع الماء للخارج وضغط الماء التناضحي. ألياف الكولاجين تمارس قوة الانضغاط، في حين أن تأثير Gibbs – Donnan و proteoglycans الغضروفي يخلق ضغط تناضحي يميل إلى سحب الماء.
ومع ذلك، خلال بداية هشاشة العظام، تصبح مصفوفة الكولاجين غير منظمة أكثر، وهناك انخفاض في محتوى البروتيوغليكان داخل الغضروف. انهيار ألياف الكولاجين يؤدي إلى زيادة كمية الماء. تحدث هذه الزيادة بسبب وجود خسارة كلية للبروتيوغليكان (وبالتالي انخفاض تناضحي ) ، يفوقها فقدان الكولاجين. بدون التأثيرات الوقائية للبروتيوغليكان، يمكن أن تصبح ألياف الكولاجين في الغضروف عرضة للتدهور، وبالتالي يتفاقم الانحطاط. يمكن أيضا حدوث التهاب الغشاء الزليلي (بطانة تجويف المفاصل) وكبسولة المفصل المحيطة، على الرغم من أنها خفيفة في كثير من الأحيان (مقارنة بالالتهاب الزليلي الذي يحدث في التهاب المفاصل الروماتويدي).
يمكن أيضًا أن تتأثر البنى الأخرى داخل المفصل. تصبح الأربطة داخل المفصل سميكة ومليئة بالتليف . يمكن أن يكون الغضروف المفصلي غائبا تماما في الوقت الذي يخضع فيه الشخص لاستبدال مفصل. يمكن أن تتشكل عظام جديدة، تدعى عظميات ، على هوامش المفاصل، ربما في محاولة تحسين انسجام سطح الغضروف المفصلي في غياب الغضروف الهلالي. يزيد حجم العظام تحت الغضروف ويصبح أقل تمعدنًا . كل هذه التغييرات يمكن أن تسبب مشاكل في الأداء. كان الألم في المفصل العظمي متعلقًا بزيادة سمك الغشاء الزليلي  وآفات العظام تحت الغضروفية.

## الإحصائيات
80% من الأشخاص فوق سن ال65 لديهم تغيرات مرضية في المفاصل كالتي في الصورة ولكن 25-30% فقط يعانون من أعراض المرض  والبقية لا يشعرون بشئ. ويقدر أن هناك أكثر من 21 مليون شخص يعاني من المرض في الولايات المتحدة الأمريكية ، أي نحو 7% من السكان.
غالبية المرضى يعانون من تشوه وخشونة في العمود الفقري، في المرتبة الثانية يصيب هذا المرض الركبة والحزام الصدري ومفصل الحوض.

## التصنيف
- الفصال الأولي: سببه الرئيسي عدم اكتمال نمو النسيج الغضروفي لأسباب غير معروفة، أو عيوب خلقية في المفصل.
- الفصال الثانوي: له أسباب عديدة على رأسها زيادة إجهاد المفاصل (بسبب الوزن الزائد مثلاً) أو خلل في عمليات الأيض أو بسبب إصابات المفاصل أو التهابات في المفاصل أو لتقدم العمر.

## نشوء المرض
إن نشوء وتطور المرض يحدث بشكل بطيء وتدريجي. في البداية يؤدي إلى نقص المرونة في غضروف المفاصل مع تغير في تركيب النسيج الوظيفي والألياف الكولاجينية. في صور الأشعة السينية يظهر واضحاً نقصاً في المادة الغضروفية، وهذا يؤدي إلى زيادة الاحتكاك بين حواف وأسطح المفصل مما يتسبب في بداية تآكل العظام وتكوّن نوابت عظمية على أطراف العظام وتكون مصحوبة بآلام تشتد أحياناً.

## التشخيص
عادةً ما يتم تشخيص المرض عن طريق تاريخ المرض والأشعة السينية. والتغيرات الملاحظة لدى المرض هي:
- تكون أكياس تحت غضروفية
- تقلص مساحة المفصل
- تكون نوابت عظمية[50]

وعادة التغيرات الملاحظة في الأشعة السينية لا تتواءم مع الصورة السريرية كون معظم المرضى لا يشعرون بأي آلام بالمفاصل. الاختبارات الأخرى تشمل التصوير بالرنين المغناطيسي وأخذ بزل المفصل وتنظير المفصل.
في عام 1990 ، قامت الكلية الأمريكية لأمراض الروماتيزم، باستخدام بيانات من دراسة متعددة المراكز، بتطوير مجموعة من المعايير لتشخيص هشاشة العظام على أساس تضخم الأنسجة الصلبة وتورم بعض المفاصل. تم العثور على هذه المعايير لتكون حساسة بنسبة 92٪ و 98٪ محددة لالتهاب المفاصل العظمي اليدوي مقابل الكيانات الأخرى مثل التهاب المفاصل الروماتويدي .

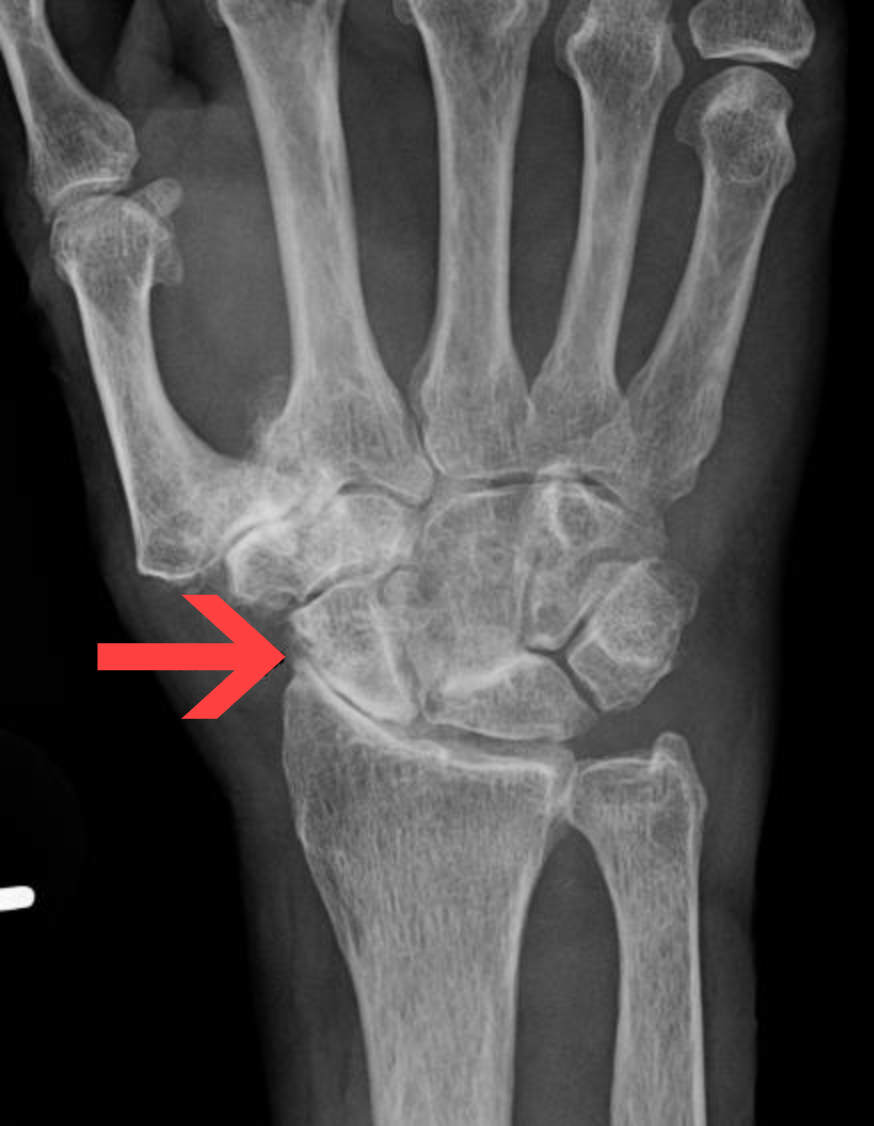
هشاشة العظام الشديدة وهشاشة العظام في المفصل الرسغي
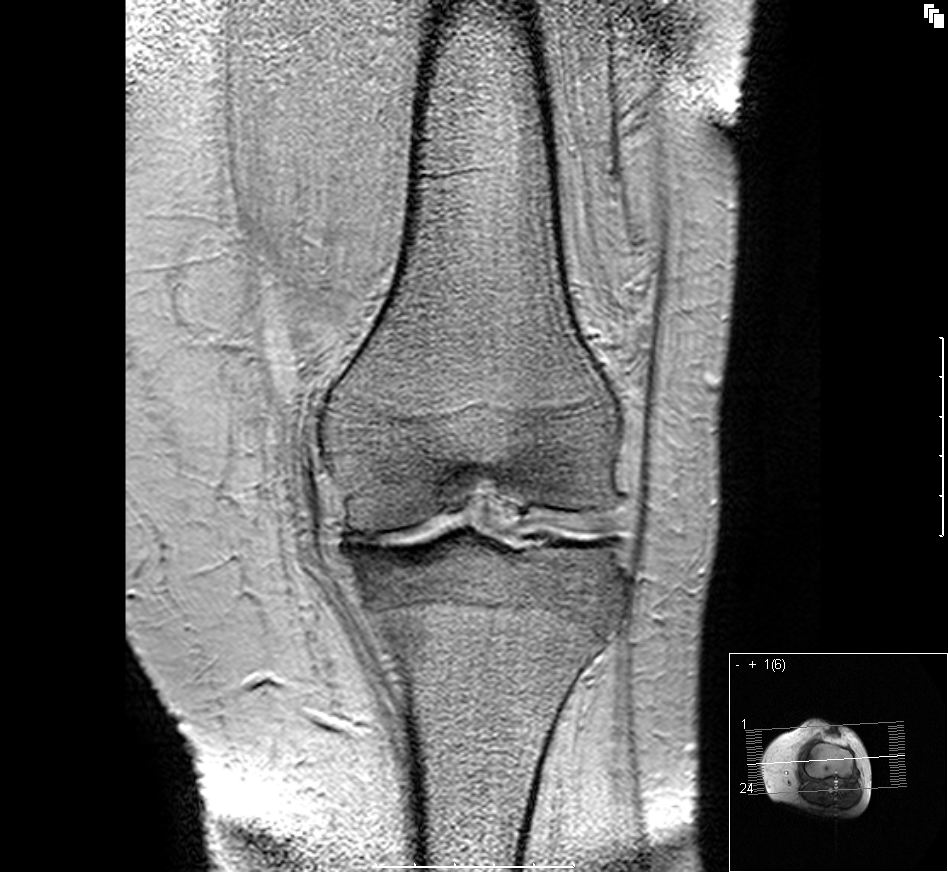
رنين مغناطيسي علي الركبة يوضح هشاشة عظام وضيق في المسافة الداخلية للمفصل.
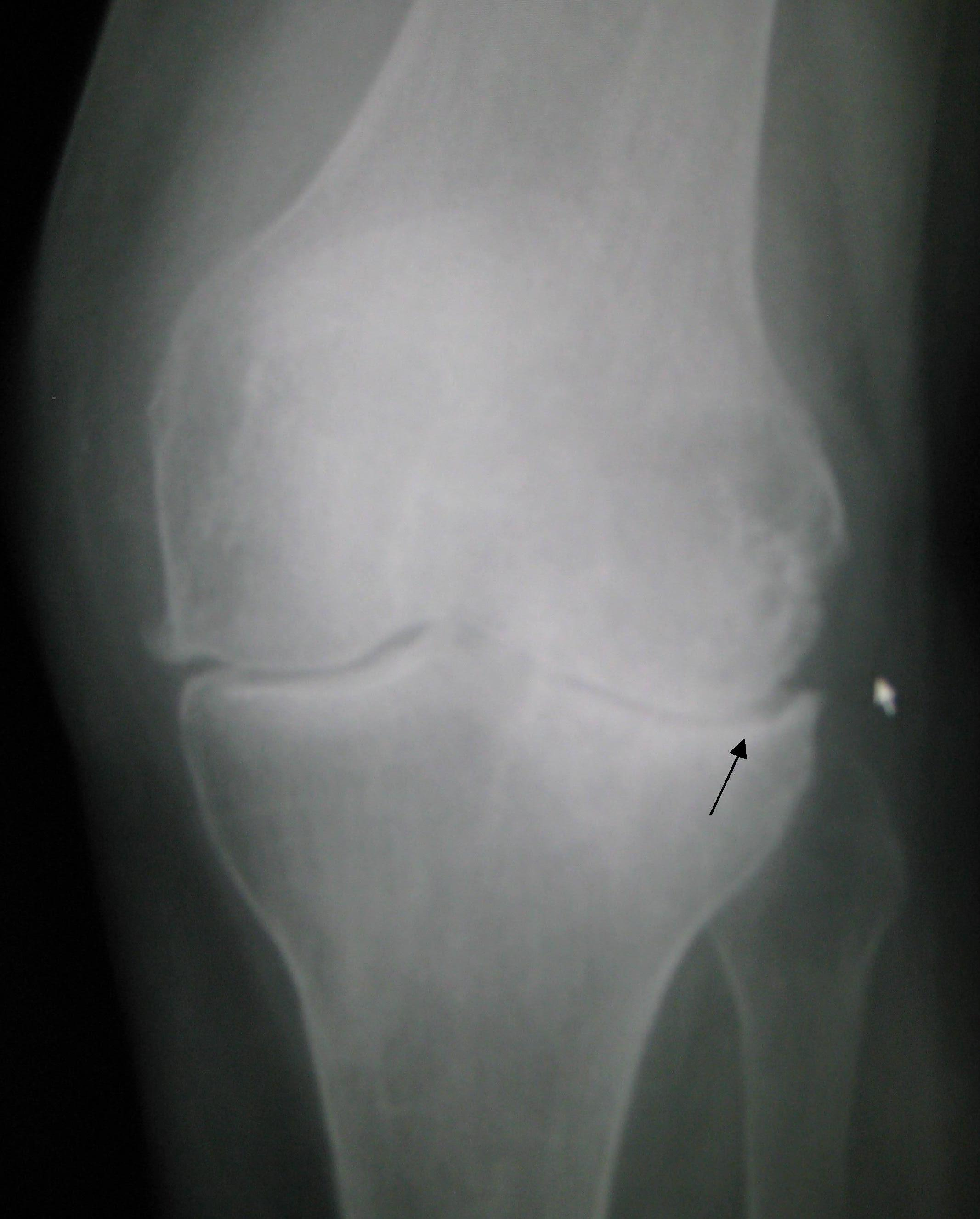
هشاشة العظام الابتدائية في الركبة اليسرى. يلاحظ وجود عظيمات، وضييق المساحة داخل المفصل (السهم)، وزيادة كثافة العظام تحت الغضروف (السهم).
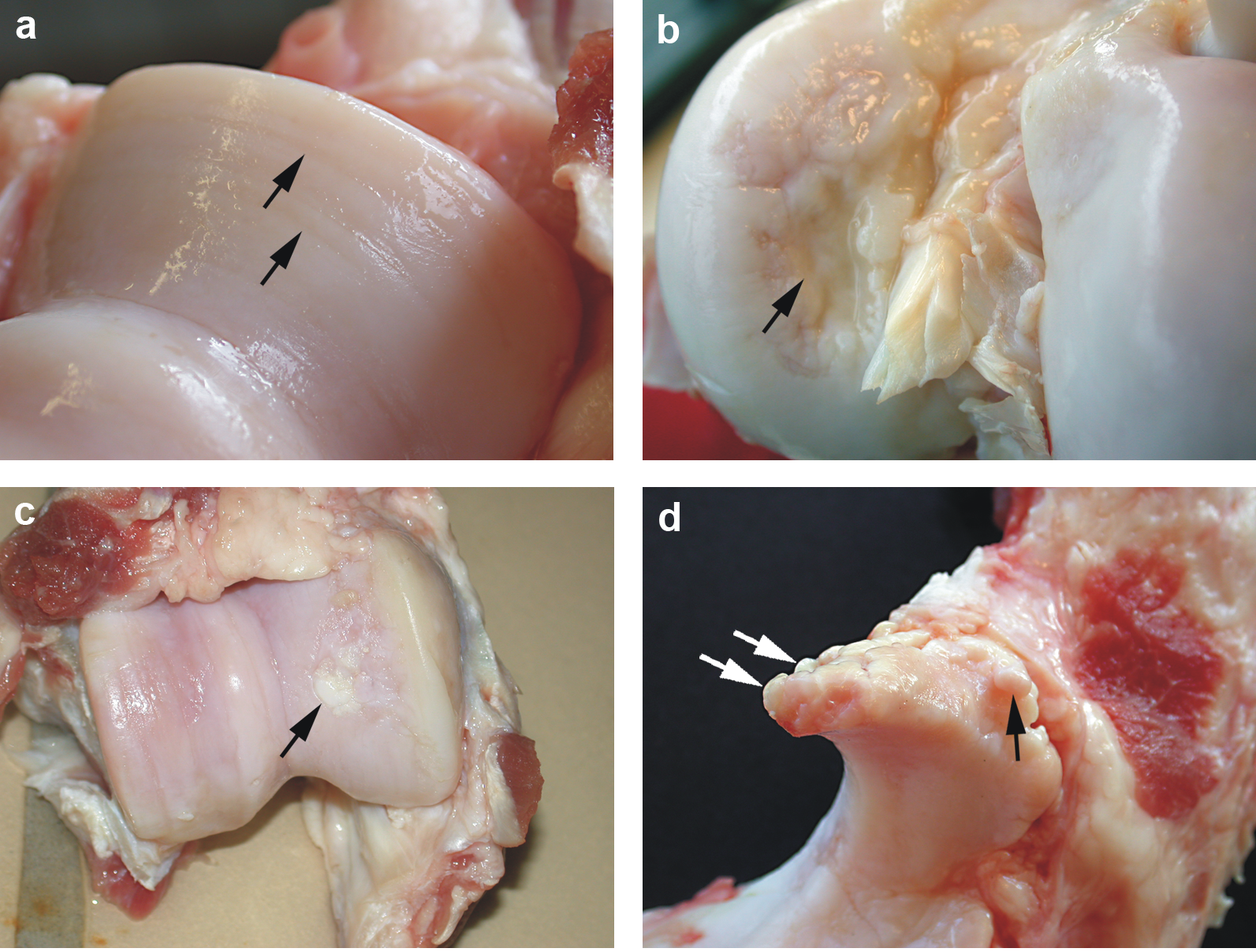
غضروف تالف . (أ) تآكل الغضروف (ب) تقرح الغضروف (ج) إصلاح الغضروف (د) تشكيل العظيمات (عظم تحفزي).
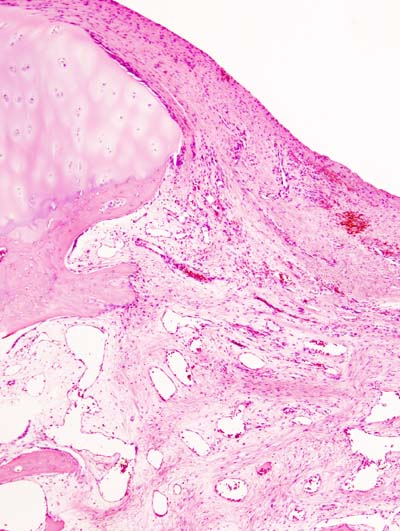
التشريح المرضي لمفصل الركبة في إحدى النساء المسنات.
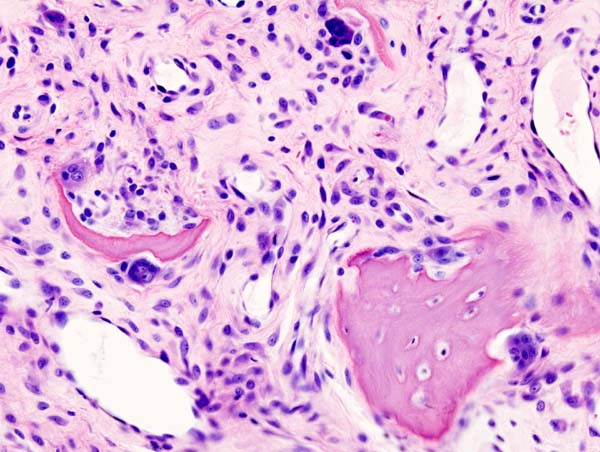
التشريح المرضي لمفصل الركبة في إحدى النساء المسنات.
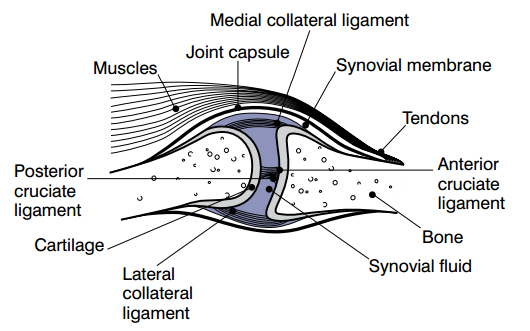
في المفصل الصحي، يتم تغليف نهايات العظام بغضروف ناعم. معا ، يتم حمايتها بواسطة كبسولة مشتركة مبطنة بغشاء زليلي ينتج السائل الزليلي. تحمي الكبسولة والسائل الغضروف والعضلات والأنسجة الضامة.
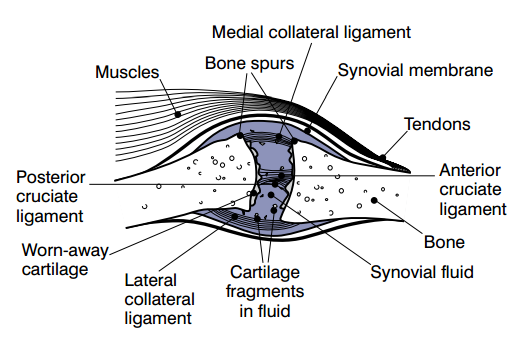
مع هشاشة العظام ، يصبح الغضروف متهالكًا. تنمو بروزات توتنهام من حافة العظم، ويزداد السائل الزليلي. في المجمل، يوجد شعور في المفصل بالصلابة والتقرح.
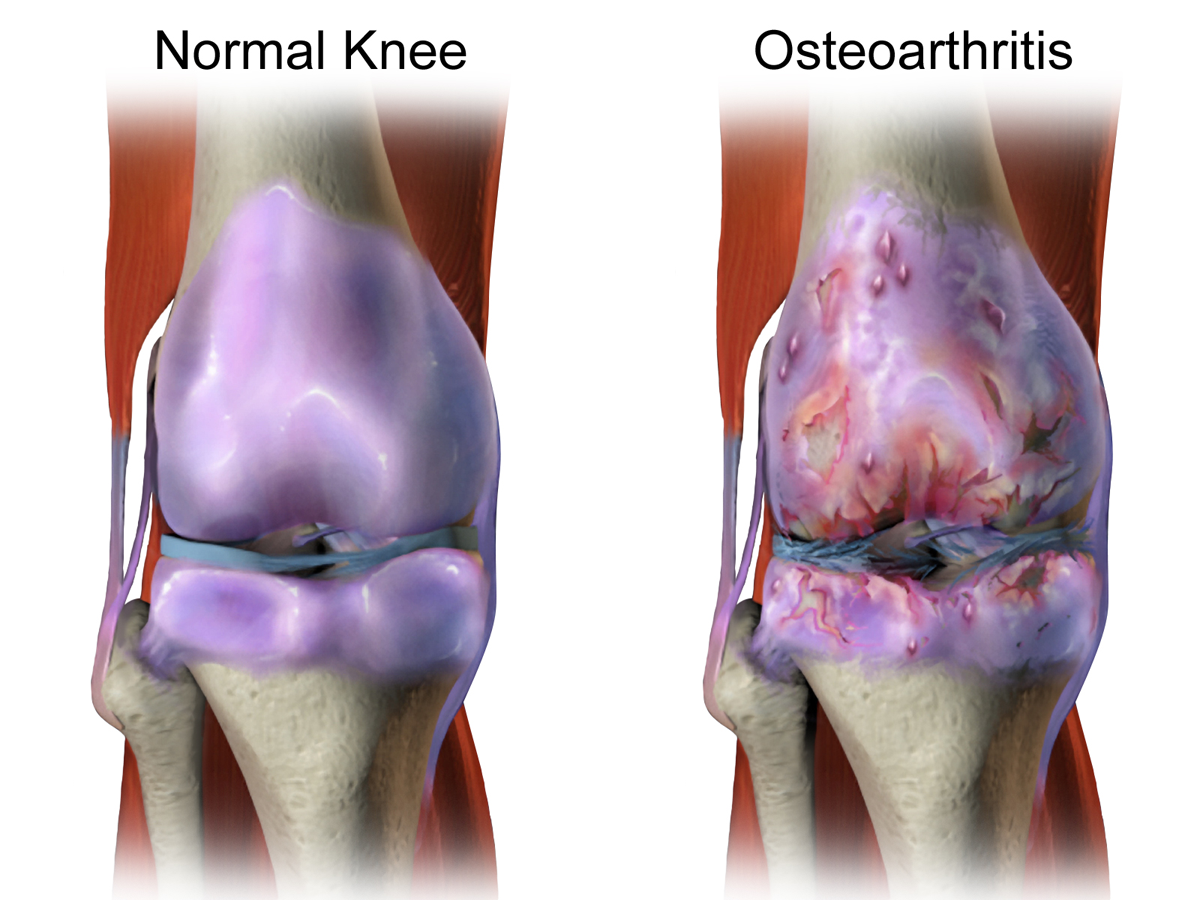
هشاشة عظام